# Луговий провулок (Київ, Деснянський район)
Лугови́й прову́лок — провулок у Деснянському районі м. Києва, селище Троєщина. Пролягає від вулиці Радосинської до кінця забудови паралельно Крайньому провулкові.
Назва присвоєна згідно з рішенням Київради від 27 травня 2010 року.